# Orsola
Orsola  è un nome proprio di persona italiano femminile.

## Varianti
- Femminili: Ursula[2][4], Ursola[2][4]
  - Alterati: Orsolina[2][4]
- Maschili: Orsolo[2][4]
  - Alterati: Orsolino[2][4]

### Varianti in altre lingue

La forma Ursula scritta in caratteri gaelici

- Basco: Urtsule[5]
- Catalano: Úrsula[5]
- Ceco: Uršula, Voršila
- Danese: Ursula[3]
- Finlandese: Ursula[3]
- Francese: Ursula, Ursule
- Greco moderno: Ούρσουλα (Oursoula)
- Inglese: Ursula[3][6][7], Ursella[3]
- Latino: Ursula[1][3][5][7]
  - Maschili: Ursulus[1]
- Norvegese: Ursula[3]
- Olandese: Ursula[3]
- Polacco: Urszula[3][6]
  - Ipocoristici: Ula[3]
- Portoghese: Úrsula[3]
- Rumeno: Ursula
- Russo: Урсула (Ursula)
- Slovacco: Uršuľa
- Sloveno: Uršula[3]
  - Ipocoristici: Urška[3]
- Sorabo: Wórša
- Spagnolo: Úrsula[3][5]
- Svedese: Ursula[3]
- Tedesco: Ursula[2][3]
  - Ipocoristici: Ulla[2][3], Ursel[3][6], Uschi[3]
- Ucraino: Урсула (Ursula)
- Ungherese: Orsolya[3][6]

## Origine e diffusione

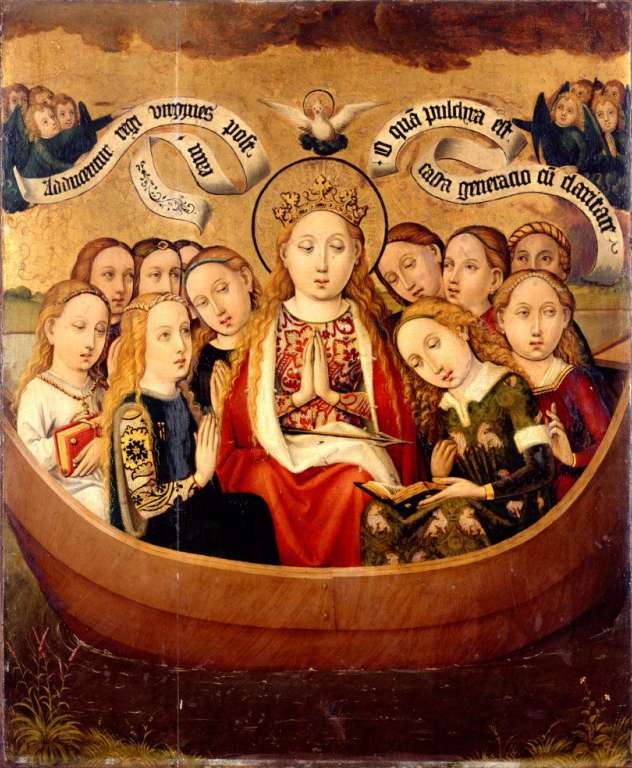
Viaggio di sant'Orsola e compagne di scuola renana (XV secolo)

Deriva dal nome latino Ursula, al maschile Ursulus, un diminutivo del nome proprio Ursus; poiché Ursus significa letteralmente "orso", Orsola è interpretabile come "piccola orsa", "orsacchiotta".
Negli ambienti cristiani questo nome ebbe notevole fortuna grazie al culto di sant'Orsola, che secondo la tradizione subì il martirio per mano degli Unni a Colonia nel IV secolo, insieme ad altre vergini. La forma Ursula, propria del tedesco e di altre lingue straniere, è diffusa anche in Italia, plausibilmente in parte grazie alla fama dell'attrice svizzera Ursula Andress.

## Onomastico
L'onomastico si festeggia il 21 ottobre in memoria di sant'Orsola, vergine e martire a Colonia nel IV secolo e patrona delle religiose Orsoline. Un'altra santa con questo nome, Urszula Ledóchowska, religiosa polacca, è commemorata il 29 maggio.
Sì ricordano inoltre diverse beate così chiamate, alle date seguenti:
- 20 gennaio, beata Ursula Haider, monaca clarissa, badessa a Valduna (oggi Rankweil, Vorarlberg, Austria) e poi a Villingen (Baden-Württemberg, Germania)[9]
- 7 aprile, beata Orsolina Veneri, vergine di Parma[1][8][9]
- 6 ottobre, beata Ursula Sakurai, laica sposata, martire a Kyoto[9]
- 12 novembre, beata Ursula Medes Ferris, in religione sorella María Natividad, suora cistercense, una dei martiri della guerra civile spagnola[9]

## Persone

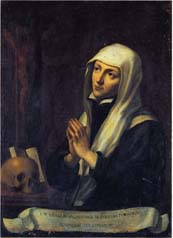
Orsola Benincasa

- Orsola Benincasa, religiosa e mistica italiana
- Orsola Caccia, religiosa e pittrice italiana
- Orsola Ferrari, pittrice italiana
- Orsola Nemi, scrittrice e traduttrice italiana

### Variante Ursula
- Ursula Andress, attrice svizzera
- Ursula Burns, manager statunitense

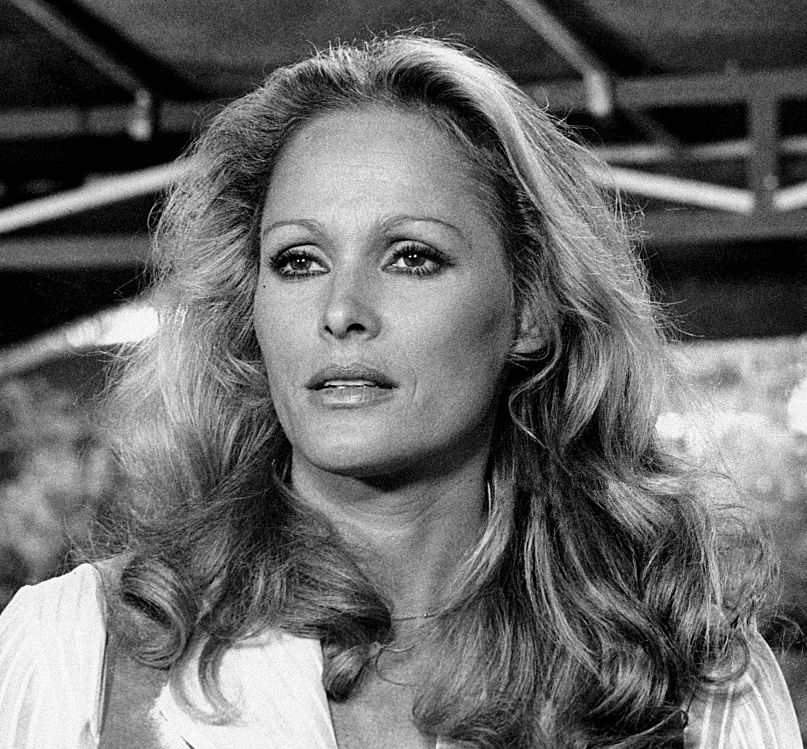
Ursula Andress

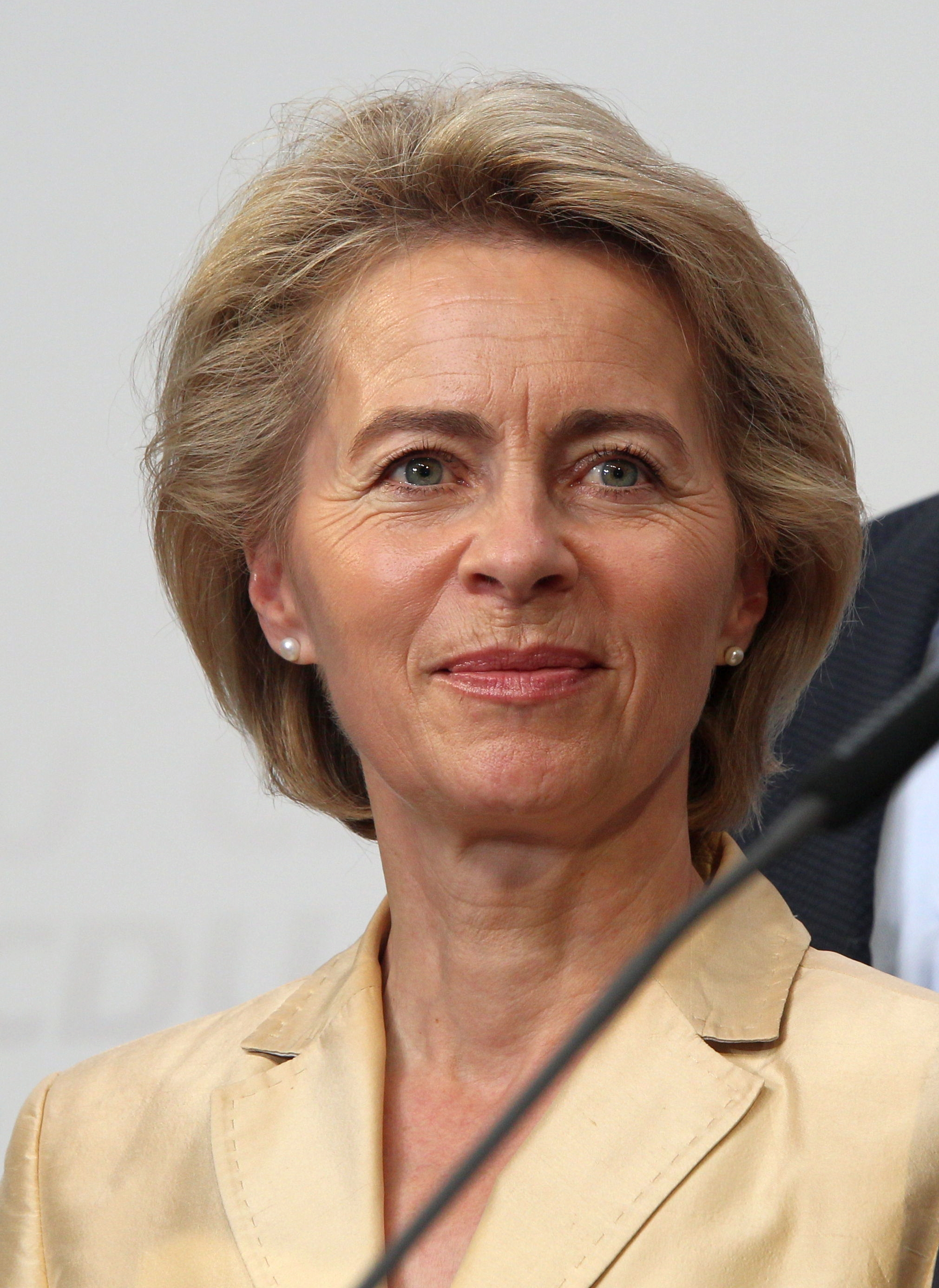
Ursula von der Leyen

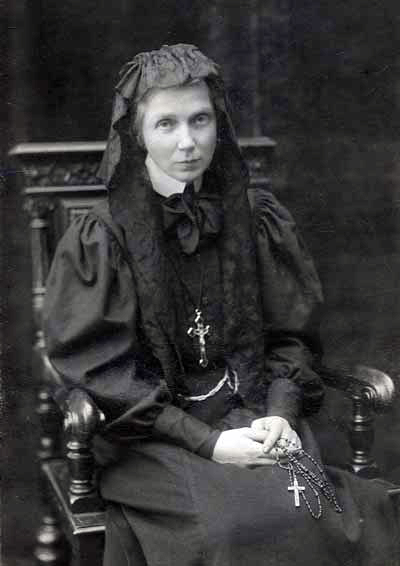
Urszula Ledóchowska

- Ursula Cavalcanti, attrice pornografica italiana
- Ursula Curtiss, scrittrice statunitense
- Ursula Grabley, attrice e doppiatrice tedesca
- Ursula Haubner, politica austriaca
- Ursula Herwig, attrice e doppiatrice tedesca
- Ursula Hirschmann, politica e antifascista tedesca
- Ursula Karven, attrice, modella e scrittrice tedesca
- Ursula Konzett, sciatrice alpina liechtensteinese
- Ursula K. Le Guin, scrittrice e glottoteta statunitense
- Ursula Martinez, scrittrice, cabarettista e attrice teatrale britannica
- Ursula Micaela Morata, religiosa spagnola
- Ursula von der Leyen, politica tedesca

### Variante Urszula
- Urszula Dudziak, cantante polacca
- Urszula Kielan, altista polacca
- Urszula Ledóchowska, religiosa polacca
- Urszula Radwańska, tennista polacca

### Variante Uschi
- Uschi Digard, attrice, attrice pornografica, modella e produttrice cinematografica svedese
- Uschi Disl, biatleta e fondista tedesca
- Uschi Freitag, tuffatrice tedesca naturalizzata olandese
- Uschi Glas, attrice e cantante tedesca

### Altre varianti
- Úrsula Corberó, attrice spagnola
- Urška Hrovat, sciatrice alpina slovena
- Ursela Monn, attrice svizzera
- Ursel Scheffler, scrittrice tedesca

### Varianti maschili
- Ursulo, funzionario dell'Impero romano

## Il nome nelle arti
- Orsola è un personaggio della commedia di Shakespeare Molto rumore per nulla.
- Ursula è il nome dell'antagonista del film Disney La sirenetta.
- Ursula è un personaggio della serie animata Dinosaur King.
- Ursula è un personaggio della serie animata dei Pokémon.
- Ursula è un personaggio del film del 1989 Kiki - Consegne a domicilio, diretto da Hayao Miyazaki.
- Ursula è un personaggio del videogioco Gladius.
- Sorella Ursula è un personaggio di molti romanzi scritti da Anthony Boucher.
- Ursula Brangwen è un personaggio dei romanzi di David Herbert Lawrence L'arcobaleno e Donne innamorate.
- Ursula Buffay è un personaggio delle serie televisive Friends e Innamorati pazzi.
- Ursula Iguarán è un personaggio del romanzo Cent'anni di solitudine di Gabriel García Márquez.
- Ursula von Tweel è un personaggio del film del 1939 Sotto la maschera, diretto da Karl Heinz Martin.
- Brigitte, Laura, Ursula, Monica, Raquel, Litz, Maria, Florinda, Barbara, Claudia e Sofia, le chiamo tutte "anima mia" è un film del 1974 diretto da Mauro Ivaldi.

## Toponimi
- 375 Ursula è un asteroide della fascia principale.
- Ursula è il nome di un cratere di Titania, uno dei maggiori satelliti di Urano.